# Denroy Morgan
Denroy Morgan (May Pen, 15 maggio 1945 – Lawrenceville, 3 marzo 2022) è stato un cantante giamaicano, noto per il singolo del 1982 Happy feeling.
Nato in Giamaica, all'età di 20 anni si recò negli USA per diventare musicista. Fece parte del gruppo reggae Black Eagles negli anni 70, prima di iniziare la carriera da solista nel 1980.

## Carriera

### Nei Black Eagles
È il 1974 quando crea il gruppo Black Eagles a New York con Devon "Igo Levi" Foster e Llewellyn "Jah T" Breadwood. 
Il gruppo vinse il New York Reggae Music Festival nel 1977, grazie al quale Morgan divenne famoso.

### Da solista
Incontra il maggior successo nel 1981 da solista coll'album I'll Do Anything For You: l'omonimo singolo è stato un hit R&B e dance. Raggiunge l'apice della carriera nel 1984 con la RCA Records, come primo cantante reggae scritturato da questa etichetta: produce allora l'album Make my day.
Nel marzo 2014 prepara un nuovo album, Half N Half, contenente campionamenti di Bob Marley e testi di Hailè Selassiè. 
Scrive poi le sue memorie, Confession Aloud.

## Vita privata
I suoi figli, incoraggiati dal suo successo, seguirono le orme paterne : Peter Morgan, Una Morgan, Otiyah Morgan nota come Laza Morgan, e Roy « Gramps » Morgan.
Morì di cancro all'età di 76 anni.

## Discografia

### Albums
- Johnny B Good Tonite  (1982)[2]
- I'll Do Anything For You (1981)
- Make My Day (1984)
- I'll Do Anything For You / Sweet Tender Love (1990) ROHIT Records
- Salvation (1998)

### Singoli
- You Don't Love Me (No, No, No) (1967)
- You Don't Love Me (No, No, No) (1994)
- Night & Day (Baby I Love You So) (1994)
- Growing Up » / « Be Gone  (2004)